# Lipsothrix fulva
Lipsothrix fulva là một loài ruồi trong họ Limoniidae. Chúng phân bố ở miền Tân bắc.